# Kłaj
Kłaj è un comune rurale polacco del distretto di Wieliczka, nel voivodato della Piccola Polonia.
Ricopre una superficie di 83,1 km² e nel 2004 contava 9 746 abitanti.

## Frazioni
Il comune rurale (Gmina Kłaj) comprende i centri abitati di Brzezie, Dąbrowa, Grodkowice, Gruszki, Kłaj, Łężkowice, Łysokanie, Szarów e Targowisko.